# Démographie des îles Pitcairn
La question de la démographie des îles Pitcairn est particulière en ce que la population n'est que de 67 habitants en 2011, 49 en 2017 et seulement 43 permanents en 2020, et que, au-delà de ce fait même, il est difficile d'établir des statistiques précises sur certains points, telle la pyramide des âges, étant donné la situation géographique isolée des îles.
Le pic démographique a été atteint en 1937 avec 233 habitants.

## Histoire
Depuis les années 1980, il y a moins de 60 habitants. Au cours de la décennie 2010, l'avenir de la population des îles Pitcarin paraît compromis : la population est vieillissante, et moins de trois femmes sont en état de procréer. Les tentatives de faire venir une population immigrée n'ont pas porté leurs fruits. Selon une étude menée par la diaspora de Pitcairn, si rien n'est fait l'île ne compterait que trois personnes dans la population active en 2045 , toutes les autres seront âgées.
En 2014, le nombre de personnes qui travaillaient était de 31, dont 17 hommes et 14 femmes, âgés entre 18 et 64 ans. De ces 31 travailleurs, 7 avaient moins de 40 ans et 18 étaient âgés de plus de 50 ans. La plupart des hommes remplit des tâches physiques, comme travailler sur les chaloupes, s'occuper de la manutention des cargaisons et entretenir le matériel. L'âge de la pension pour les membres des équipages des chaloupes est de 58 ans. Les hommes âgés de 18 à 58 ans étaient à l'époque au nombre de 12 sur Pitcairn. Il faut être au moins 3 pour composer l'équipage d'une chaloupe. Parmi les 4 barreurs de chaloupe que comptait l'île, 2 approchaient la soixantaine.
En 2024, le Financial Times rapporte qu'il n'y a que 38 résidents permanents sur Pitcairn.

## Composition
| Classe d'âge   | Hommes | Femmes | Total |
| -------------- | ------ | ------ | ----- |
| 0 à 17 ans     | 3      | 5      | 8     |
| 18 à 40 ans    | 4      | 3      | 7     |
| 41 à 64 ans    | 13     | 11     | 24    |
| Plus de 65 ans | 3      | 7      | 10    |

## Origines
Tous les résidents natifs des îles Pitcairn sont des descendants des mutins du Bounty, et ce fait est reflété par les noms de famille les plus fréquents dans cette région, les Christian faisant de toute évidence partie de la descendance de Fletcher Christian. Les habitants de ces îles sont des métis issus de l'union des mutins, d'origine européenne, avec des femmes polynésiennes qu'ils avaient rencontrées lors de leur passage à Tahiti.
Les descendants de la première génération ont pour pères, 6 mutins sur 9
- Fletcher Christian
- Ned Young
- John Mills
- William McCoy
- Matthew Quintal
- John Adams

et pour mères, 6 Tahitiennes sur 11
- Mauatua Mamaiti
- Teraura (Susannah)
- Teio
- Tevarua Sarah
- Vahineatua
- Toofaiti.

Les 6 Tahitiens qui sont arrivés avec ces 20 personnes n'ont pas eu de descendant.
Ces descendants de première génération sont issus des couples suivants :
- Fletcher Christian avec Mauatua
- Ned Young avec Toofaiti puis Mauatua
- John Mills avec Vahineatua
- William McCoy avec Teio
- Matthew Quintal avec Teraura puis Tevarua
- John Adams avec Vahineatua puis Teio[9].

Les femmes (tahitiennes) étaient «échangées» d'un «mari» à l'autre.
Le 3 mai 1850, toute la population de l'île de Pitcairn (194 habitants) quittent leur île pour l'île Norfolk. Trois ans après 16 personnes parmi ces 194 sont revenues. Les habitants actuels de l'île de Pitcairn sont les descendants de ces 16 personnes.
En septembre 2003, une naissance a eu lieu sur l'île : c'était la première depuis 17 ans.
En juin 2004, un couple marié non natif de l'île, Shirley et Simon Young, s'est installé à Pitcairn : une première dans l'histoire de l'île, en tout cas depuis l'existence de registres d'état civil.

## Langues
La langue couramment parlée par la population est le pitcairnais, une langue créole dérivée de l'anglais du XVIIIe siècle, mâtiné de tahitien. Le pitcairnais est enseigné, en même temps que l'anglais, dans la seule école de l'île. Il est très proche du créole parlé sur l'île Norfolk, le norfuk, du fait du repeuplement de Norfolk (Australie) par des habitants de Pitcairn au milieu du XIXe siècle.

## Religion
Les habitants des îles Pitcairn sont membres de l'Église adventiste du septième jour, et adoptent par conséquent un mode de vie relativement strict sur le plan de la morale. Officiellement, les marques d'affection en public et la consommation d'alcool sont prohibées. Dans la pratique, la consommation d'alcool est tolérée par les autorités de l'île, particulièrement lorsque des navires de croisière jettent l'ancre au large des côtes.

## Éducation
Adamstown, l'unique localité des Îles Pictairn dispose d'une école primaire.
Étant donné l'absence d'établissement du second degré sur l'archipel, les préadolescents sont envoyés dans des internats en Nouvelle-Zélande ou en Australie. De ce fait, nombre d'entre eux choisissent de ne pas retourner vivre sur l'île, certains la qualifiant de « bidonville rural. » À cause de cet exode de la population, le CIA World Factbook fait état d'une population active estimée à 15 personnes en 2004.